# 大和田仁美
大和田 仁美（おおわだ ひとみ、3月23日 - ）は、日本の女性声優。神奈川県出身。青二プロダクション所属。

## 略歴
日本大学芸術学部音楽学科、総合学園ヒューマンアカデミー渋谷校卒業。
子どものころからアニメやゲームが好きで、自然と役を演じる声優に興味を持つようになる。そのときは声優という仕事を意識しただけで、あくまでアニメやゲームは趣味として楽しむものだった。
小さいころから音楽をやっており、サックス奏者になるのが夢だったので、サックスを学ぶために大学に進学する。大学卒業後も音楽関係の道に進もうとしていたが、就職活動のタイミングで東日本大震災が発生し、企業の選考がストップしてしまい、これまでの自分を見つめ直すようになる。そこで音楽ばかりの人生以外の道を考えた際に、自身が続けていきたいと思っていた"表現する事"ができる声優という職業に行き当たることとなる。「声優は作品に息を吹き込むことができるお仕事」と考えると、「わ〜やりたい！」となったという。
両親からは「自分のやりたいことをやりなさい」と背中を押してもらったが、大学に通わせてもらってたことや声優になりたいからといって就職しないのは「あまりにも......」と思い、大学卒業後は就職する。働きながら学べる学校を探し、参加した総合学園ヒューマンアカデミーのオープンキャンパスでどこの学校に進学するか迷っていた際に「3日で決めなさい」という言葉が強烈に残り、「ここまできたら迷っている時間がもったいない。行動しようと思った時に進まないと時間だけが過ぎていく」と考えてヒューマンアカデミーへの入学を決意し、夜間・週末講座を受講。仕事と学校を両立できることを両親に示してから、「もし事務所に所属できたら認めてもらおう」と考えていた。
在学中に行なわれた青二プロダクションのオーディションに合格し、1年後にジュニア所属となる。
2013年4月に声優デビューし、翌2014年に『SHIROBAKO』の今井みどり役で初となるメインキャラクターを演じる。2017年には『アリスと蔵六』の樫村紗名役で初めて主人公を演じた。
2024年1月1日、自身のXにて同じ事務所に所属する阿座上洋平と結婚したことを報告。

## 人物・エピソード
特技にサクソフォーン演奏を挙げている。中高時代は吹奏楽部に所属し、サックスを担当していた。学年ごとのリーダーをやっていて、最高学年になったときには部長を務めていた。大学でのサクソフォーン専攻ではテナー・アルト・バリトン・ソプラノの4種類すべてを演奏したが、最も長く慣れ親しみ得意なのはアルト・サックスである。
2013年秋に行われた『SHIROBAKO』の主要キャラクター、宮森あおい・安原絵麻・坂木しずか役のオーディションに挑戦するも、この時点では受からなかった。1年後に同作の「同級生役が決まった」との連絡を受け、最初は参加できることがただうれしかったが、台本で今井みどり役が5番目に掲載されていることと最初にPVの収録を行った現場で「これは主要キャラクターなんだ」との確信を持ったと語っている。
自分を構成している要素は、ゲーム音楽・新たな土地や知らない場所に行く事・ラーメンと語っている。遠くに外出するのは友人と一緒に行くこともあるといい、1人の際にはその場で行き先を決めており、途中下車もよくしているという。その一方でボーッとして電車を乗り過ごす、間違って急行や特急に乗ってしまうといったミスをよくしてしまうと語っている。ラーメンは以前は夜中に1人で近所のラーメン屋に食べに行ってたが、さすがに良くないと思ってやめており、2016年時点で今はご褒美くらいになったいう。味はとんこつスープが好きである。
ゲーム音楽が好きになったきっかけでもあり、好きなゲームに「ファイナルファンタジーシリーズ」を挙げている。兄がスーパーファミコンのころからゲームで遊んでくれていたので、物心ついたときにはRPGをプレイしていたという。習っていたピアノでは『ファイナルファンタジーVII』のエンディングや『ファイナルファンタジーX』の「ザナルカンドにて」を弾いていた。世界観と音楽がマッチして、音楽を聴いただけで映像が思い浮かぶ感じが好きだといい、スクウェア・エニックスといったゲーム音楽のコンサートを見かけると、チケットを購入して行ったりしてるという。
その他の趣味として音楽鑑賞、プラモ作りを挙げている。
2016年時点で声優として挑戦したいこととして、自分がどうなってしまうかわからないくらい強烈なイメージを持った役を演じてみたいと語っている。また、2019年のインタビューでは30、40代になったときに「カッコいい！」と思われる大人になりたいと語っている。

### 交友関係
小原好美とは声優業界に入る前からの友人であり、小原が声優のオーディションを受けようか迷っていたときに真っ先に相談したのが大和田であった。
下地紫野、高橋花林、のぐちゆり、森下由樹子、山下まみ、ゆうかとは事務所の同期にあたる。のぐちとは平均週3でカフェに集まっておしゃべりをしており、悩みやモヤモヤを相談されることもあるなど親しい間柄である。
『SHIROBAKO』で共演した木村珠莉、佳村はるか、千菅春香、髙野麻美とは放送終了後も交流が続いている。

## 出演
太字はメインキャラクター。

### テレビアニメ
2013年
- アウトブレイク・カンパニー
- カーニヴァル
- てーきゅう（2013年 - 2015年、ミカさん、巫女、軽音部B） - 3シリーズ
- BROTHERS CONFLICT（女性A）

2014年
- 桜Trick（吉田歩美）
- 四月は君の嘘（観客）
- SHIROBAKO（2014年 - 2015年、今井みどり）
- 天体のメソッド（生徒）
- 大図書館の羊飼い（女子生徒B、女子生徒2、子供、教師A、ウエイトレス2）
- ディスク・ウォーズ:アベンジャーズ（女子学生）
- 花物語（女生徒）
- ハマトラ（女子、女子大生）
- 普通の女子校生が【ろこどる】やってみた。
- Free!-Eternal Summer-（コーチ）
- まじもじるるも（ユミちゃん）
- 未確認で進行形（女子生徒）
- ONE PIECE（2014年 - 2023年、女性、観客、おもちゃ、村人、光月日和〈子供〉 他）

2015年
- くつだる。（ピッちゃん〈第30話 - 第31話〉）
- 俺物語!!（女子）
- Charlotte（杉本、女子生徒相田、女子生徒加藤、TVCM音声）
- 城下町のダンデライオン（一条瞳）
- ドラゴンボール超（2015年 - 2017年、客、市民、OL）
- VALKYRIE DRIVE -MERMAID-（住人、ヘクセ、小杉）
- FAIRY TAIL（妊婦）
- 乱歩奇譚 Game of Laplace（少女、模倣犯）
- ONE PIECE エピソードオブサボ 〜3兄弟の絆 奇跡の再会と受け継がれる意志〜
- ONE PIECE 〜アドベンチャー オブ ネブランディア〜

2016年
- 少年メイド（鷹取円〈子供時代〉、TVの司会者）
- ネトゲの嫁は女の子じゃないと思った?（秋山奈々子 / セッテ）
- 美少女戦士セーラームーンCrystal Season III（職員、女子生徒）
- フリップフラッパーズ（候補者）
- リルリルフェアリル〜妖精のドア〜（キャロット、わかめ、さくら）
- 私がモテてどうすんだ（生徒）

2017年
- 風夏（秋月春風）
- アリスと蔵六（紗名）
- 正解するカド（報道陣）
- つぐもも（名護えいこ）
- 忍たま乱太郎（2017年 - 2025年、喜三太〈代役→3代目〉、忍たま）
- NEW GAME!!（鳴海ツバメ）
- クレヨンしんちゃん（2017年 - 2024年、ペンギン、店員B、お姉さん、店員A、ペットショップ店員 他）
- 女川中バスケ部 5人の夏（ナナミ）
- 妖怪アパートの幽雅な日常（桜庭桜子、白美音女子B）
- ドラえもん（テレビ朝日版第2期）（2017年 - 2018年、スケジュール時計、電子音）

2018年
- 刀使ノ巫女（内里歩）
- Lostorage conflated WIXOSS（坂口歩美、橋本アミカ）
- はねバド!（羽咲綾乃）
- プラネット・ウィズ（因幡美羽）
- とある魔術の禁書目録III（2018年 - 2019年、魔術師 / ショチトル）

2019年
- 私に天使が舞い降りた!（種村小依）
- ガーリー・エアフォース（イーグル）
- けものフレンズ2（メガネカイマン）
- 博多明太!ぴりからこちゃん（あまおう）
- まちカドまぞく（2019年 - 2022年、吉田良子） - 2シリーズ
- 天華百剣 〜めいじ館へようこそ!〜（小烏丸）

2020年
- とある科学の超電磁砲T（ショチトル）
- 啄木鳥探偵處（加世）
- うまよん（スマートファルコン）
- トニカクカワイイ（2020年 - 2023年、シャーロット） - 2シリーズ
- それいけ!アンパンマン（チャーハン王子〈2代目〉）

2021年
- ミュークルドリーミー（亜衣）
- BLUE REFLECTION RAY/澪（白樺都）
- パズドラ（2021年 - 2022年、花井カレン）
- デジモンアドベンチャー:（プッチーモン赤）

2022年
- デジモンゴーストゲーム（エレキモン紫、モルフォモン、杏奈）
- 勇者、辞めます（リリ）

2023年
- アリス・ギア・アイギス Expansion（蛙坂来弥、モモタン）
- ライザのアトリエ 〜常闇の女王と秘密の隠れ家〜（クラウディア・バレンツ）
- 七つの魔剣が支配する（カティ＝アールト）
- 婚約破棄された令嬢を拾った俺が、イケナイことを教え込む（人魚）

2024年
- 休日のわるものさん（子供）
- 逃走中 グレートミッション（2024年 - 2025年、謎の少女 / AIダビンチ）

### 劇場アニメ
- ずっと前から好きでした。〜告白実行委員会〜（2016年）
- ちゃらんぽ島の冒険（2017年）
- 劇場版 Free!-Timeless Medley-（2017年、アナウンス）
- 劇場版 SHIROBAKO（2020年、今井みどり[41]、ハートフル[42]）
- ONE PIECE FILM RED（2022年）
- 私に天使が舞い降りた! プレシャス・フレンズ（2022年、種村小依[43]）
- 劇場版 忍たま乱太郎 ドクタケ忍者隊最強の軍師（2024年、喜三太[44]）

### OVA
- ノゾ×キミ（2014年 - 2015年、部員A、女子A） - コミックス第5・6巻OVA付き限定版
- 普通の女子校生が【ろこどる】やってみた。 クリスマススペシャル（2015年、三ヶ月サトシ）
- Lostorage conflated WIXOSS -missing link-（2017年、坂口歩美）
- ウマ娘 プリティーダービー BNWの誓い（2018年、スマートファルコン）
- 私に天使が舞い降りた!（2019年、種村小依） - Blu-ray&DVD第3巻特典
- トニカクカワイイ 〜SNS〜（2021年、シャーロット）
- アリス・ギア・アイギス 〜ドキッ!アクトレスだらけのマーメイドグランプリ♡〜（2021年、蛙坂来弥[45]） - OVA視聴用QRコード同梱商品
- うまよん（2021年、スマートファルコン） - Blu-ray BOX新作ショートアニメ

### Webアニメ
- 美少女戦士セーラームーンCrystal（2015年、ドロイド2）
- ようこそジャパリパーク（2018年、ワシミミズク）
- トニカクカワイイ 〜制服〜（2022年、シャーロット）

### ゲーム
時期不明
- ウチの姫さまがいちばんカワイイ（服飾姫パニエ・ベルライン）
- 封印勇者!マイン島と空の迷宮

2013年
- 機巧少女は傷つかない Facing "Burnt Red"（雛菊）

2014年
- テイルズ オブ リンク（メリッサ）

2015年
- オトカ♥ドール（天使ちゃんプリッド）
- 影牢 〜もう1人のプリンセス〜（レイナ）
- クイズRPG 魔法使いと黒猫のウィズ（リルム・ロロット、らくがきリルム、メカリルム、サイバーリルム）
- けものフレンズ（アゴヒゲアザラシ 他）
- 新甲虫王者ムシキング（加賀美ティナ、神谷ヒヨコ、尾崎タイチ）
- 三国大戦スマッシュ!
- 白猫プロジェクト（スー・スーブニール）
- STORM LOVER V
- 第3次スーパーロボット大戦Z 天獄篇（テンプティ）
- MÚSECA（メリリィ、ミーム）
- モン娘☆は〜れむ（ナップル、ベルギア、ゆーま、アネス、チルチル、服部はな）

2016年
- ドラゴンボールフュージョンズ
- 嫁コレ（今井みどり）

2017年
- 天華百剣 -斬-（小烏丸）
- ゼノブレイド2（2017年 - 2018年、ニア、ノポン・ダイセンニン、クビィ、ヨヨツ）
- StraStella（2017年 - 2019年、クリスティン）
- Fate/Grand Order（2017年 - 2022年、アビゲイル・ウィリアムズ） - 2作品
- かんぱに☆ガールズ（2017年 - 2019年、イシル・ラウレス、クラウディア・バレンツ）

2018年
- アリス・ギア・アイギス（2018年 - 2024年、蛙坂来弥）
- きららファンタジア（2018年 - 2020年、鳴海ツバメ、吉田良子）
- ゴエティアクロス（アザゼル、フォルネウス）

2019年
- ボンバーガール（グレイ）
- アズールレーン（2019年 - 2022年、スウィフトシュア、クラウディア・バレンツ）
- グリムノーツ Repage（魔法の鏡）
- ライザのアトリエ 〜常闇の女王と秘密の隠れ家〜（クラウディア・バレンツ）
- ブレイドエクスロード（フィアナ）

2020年
- 東方スペルバブル（チルノ）
- VALIANT TACTICS（リトルウィッチ マリー）
- ビビッドアーミー（パール）
- 蒼藍の誓い ブルーオース（ザラ）
- 女神降ろし（スコグル）
- ライザのアトリエ2 〜失われた伝承と秘密の妖精〜（クラウディア・バレンツ）

2021年
- ラクガキ キングダム（リリィ・ネーニュ）
- ウマ娘 プリティーダービー（2021年 - 2024年、スマートファルコン）
- アークナイツ（ミント）
- アニマエ・アルケー（円華〈マドカ〉）
- とある魔術の禁書目録 幻想収束（ショチトル）
- パニリヤ・ザ・リバイバル（クラウディア・バレンツ）
- アーテリーギア-機動戦姫-（クラウディア・バレンツ）

2022年
- うたわれるもの ロストフラグ（メムル）
- ゼノブレイド3（ニア）
- ドラゴンクエストX 目覚めし五つの種族 オフライン（ソーミャ）
- 東方ダンマクカグラ（今泉影狼）

2023年
- ライザのアトリエ3 〜終わりの錬金術士と秘密の鍵〜（クラウディア・バレンツ）
- エーテルゲイザー（オシリス）
- 無期迷途（レタ）
- レスレリアーナのアトリエ 〜忘れられた錬金術と極夜の解放者〜（クラウディア）

2024年
- ORE'N（2024年 - 2025年、ミサンガ、天使ちゃんプリッド）
- グランブルーファンタジー（ラムララ）

2025年
- グルーヴコースター フューチャーパフォーマーズ（GRV-1105 MEI）
- 虹彩都市（乙原瑠璃乃）

### ドラマCD
- ウマ娘 プリティーダービー STARTING GATE 09（2018年、スマートファルコン）
- ドラマレコード「時代劇だよ！アリス・ギア・アイギス」（2021年、蛙坂来弥[89]）

### オーディオドラマ
- 青山二丁目劇場「えびす食堂」（2014年、恵美[90]）
- 青山二丁目劇場「ゆびきり」（2014年、知子[91]）
- ASMRメイドさんとの思い出～大天使メイドのリアラさん～（2021年、リアラ・アンジェラス[92]）
- たっぷり癒される社畜ちゃんASMR（2024年、社畜ちゃん[93]）

### 吹き替え

#### 映画
- ジェーン
- ブラック・スキャンダル

#### ドラマ
- ザ・クラウン（チャールズ）
- フーディーニ&ドイルの怪事件ファイル 〜謎解きの作法〜（キングズリー）
- プリズン・ブレイク シーズン5（マイク・スコフィールド）
- ピックル・ストーム 異世界からの転校生（2025年、ピックル・ストーム〈キャシディ・ロバーツ〉[94]）

#### アニメ
- 雪の女王 新たなる旅立ち（2015年、ゲルダ）

### ボイスオーバー
- おはよう日本
- 解決!ナイナイアンサー
- 世界の果てまでイッテQ!
- なないろ日和!

### ラジオ
※はインターネット配信。
- 高橋花林と大和田仁美のとりあえずノリでやっていこう!（2013年 - 2014年、超!A&G+※）
- 阪口大助の＜週刊＞声優のツボ（2014年、バンダイチャンネル※・音泉※）
- SHIROBAKOラジオBOX（2014年 - 2015年、音泉※）[95]
- みんなの作文（2015年、ニッポン放送他）朗読
- 大和田仁美のcafe de radioclub.jp（2016年、渋谷クロスFM）
- 創彩ラジオ（2021年 - 2023年、音泉※）[96]
- アニメ『ライザのアトリエ』〜秘密のラジオ〜（2023年、音泉※）[97]
- のぐちゆりと大和田仁美のCAFÉ de UKI（2024年 - 、HiBiKi Radio Station※・YouTube※）[17]

### テレビ番組
※はインターネット配信。
- PON!（2014年2月24日、日本テレビ）[98]
- 突撃！電ホビステーション（2016年、ニコニコ生放送※）アシスタント[99]
- とりあえず何かしらで世界一を目指してみたい大空直美となんとなく付き合う事になってしまった大和田仁美が送る全力生放送 略して「トリセカ」（2016年 - 、ニコニコ生放送※・YouTube※）
- 大和田仁美と島袋美由利の「はねバド！」そしてバドミントンを盛り上げる特別番組（2018年、YouTube※）[100]
- 森下由樹子と大和田仁美のオプティマス・オペレーション（2018年 - 2020年、YouTube※）
- ゆるダラ生実況！ オフシーズン特別編（2019年 - 2020年、Paravi※） - ナレーション[101]
- 森下由樹子と大和田仁美のオペオペEX（2020年 - 2024年、YouTube※）

### オーディオブック
- かがみの孤城（2019年、フウカ）

### その他コンテンツ
- 温泉むすめ（湯河原伊露羽）
- 創彩少女庭園（2020年 - 2024年、小鳥遊暦[102][103]）
- LINEスタンプ ウマ娘 プリティーダービー 第1レース（2022年、スマートファルコン）
- 『燈の守り人～幻想夜話～』ボイスドラマ（2022年、入道埼灯台[104]）
- 燈の守り人 灯台音声ガイド 秋田県男鹿市 入道埼灯台（2022年、ナビゲーター）[104]
- 『小さい僕の春』ボイスコミック（2024年、東雲朝日[105]）
- 『ORE'N MONSTER CHRONICLE ミサンガルート』インタラクティブコミック（2024年、ミサンガ[106]）

## ディスコグラフィ

### キャラクターソング
| 発売日   | 商品名                                                                                         | 歌 | 楽曲 | 備考                                                                       |
| 2015年   | 2015年                                                                                         | 2015年 | 2015年 | 2015年                                                                     |
| -------- | ---------------------------------------------------------------------------------------------- | --- | --- | -------------------------------------------------------------------------- |
| 2月25日  | 宝箱-TREASURE BOX-/プラチナジェット                                                            | どーなつ◎くいんてっと | 「プラチナジェット」                                                                                          | テレビアニメ『SHIROBAKO』エンディングテーマ                                |
| 2018年   |                                                                                                | | |                                                                            |
| 3月14日  | ウマ娘 プリティーダービー STARTING GATE 09                                                     | メジロライアン（土師亜文）、スマートファルコン（大和田仁美）、ファインモーション（橋本ちなみ） | 「うまぴょい伝説」 「青春が待ってる」                                                                         | ゲーム『ウマ娘 プリティーダービー』関連曲                                  |
| 3月14日  | ウマ娘 プリティーダービー STARTING GATE 09                                                     | スマートファルコン（大和田仁美） | 「全速！前進！ウマドルパワー」                                                                                | ゲーム『ウマ娘 プリティーダービー』関連曲                                  |
| 6月23日  | 魔法使いと黒猫のウィズ 5th Anniversary Original Soundtrack                                     | セラータ（本渡楓）、リリー（花守ゆみり）、リルム（大和田仁美）、エクセリア（丹下桜）、ガトリン（吉岡麻耶）、アイラ（東城日沙子） | 「キラリ☆ω★NyanRISE!」                                                                                        | ゲーム『クイズRPG 魔法使いと黒猫のウィズ』関連曲                           |
| 6月23日  | 魔法使いと黒猫のウィズ 5th Anniversary Original Soundtrack                                     | リルム（大和田仁美） | 「超マジカルで、超ラジカル」                                                                                  | ゲーム『クイズRPG 魔法使いと黒猫のウィズ』関連曲                           |
| 6月23日  | 魔法使いと黒猫のウィズ 5th Anniversary Original Soundtrack                                     | リルム（大和田仁美）、ガトリン（吉岡麻耶） | 「グレェェーートゾッパー」                                                                                    | ゲーム『クイズRPG 魔法使いと黒猫のウィズ』関連曲                           |
| 9月5日   | 闇を切り咲く華                                                                                 | 城和泉正宗（大野柚布子）、桑名江（高橋李依）、牛王吉光（千菅春香）、小烏丸（大和田仁美）、七香（白石晴香） | 「闇を切り咲く華」                                                                                            | ゲーム『天華百剣 -斬-』関連曲                                              |
| 9月5日   | 闇を切り咲く華                                                                                 | 小烏丸（大和田仁美） | 「闇を切り咲く華」                                                                                            | ゲーム『天華百剣 -斬-』関連曲                                              |
| 2019年   |                                                                                                | | |                                                                            |
| 1月30日  | 気ままな天使たち/ハッピー・ハッピー・フレンズ                                                  | わたてん☆5 | 「気ままな天使たち」                                                                                          | テレビアニメ『私に天使が舞い降りた！』オープニングテーマ                   |
| 1月30日  | 気ままな天使たち/ハッピー・ハッピー・フレンズ                                                  | わたてん☆5 | 「ハッピー・ハッピー・フレンズ」                                                                              | テレビアニメ『私に天使が舞い降りた！』エンディングテーマ                   |
| 2月27日  | 私に天使が舞い降りた！ キャラクターソングアルバム〜天使のうたごえ〜                            | 種村小依（大和田仁美） | 「あかいろリトルリーダー」                                                                                    | テレビアニメ『私に天使が舞い降りた！』関連曲                               |
| 2月27日  | Colorful☆Wing                                                                                  | グリペン（森嶋優花）、イーグル（大和田仁美）、ファントム（井澤詩織） | 「Colorful☆Wing」                                                                                             | テレビアニメ『ガーリー・エアフォース』エンディングテーマ                   |
| 2月27日  | Colorful☆Wing                                                                                  | グリペン（森嶋優花）、イーグル（大和田仁美）、ファントム（井澤詩織） | 「Daisy*impulse」                                                                                             | テレビアニメ『ガーリー・エアフォース』関連曲                               |
| 3月27日  | 私に天使が舞い降りた！ BD・DVD第1巻特典CD                                                      | わたてん☆5 | 「晴れルヤ！」                                                                                                | テレビアニメ『私に天使が舞い降りた！』関連曲                               |
| 4月3日   | 私に天使が舞い降りた！ サウンドコレクション                                                    | 星野ひなた（長江里加）、姫坂乃愛（鬼頭明里）、種村小依（大和田仁美）、小之森夏音（大空直美） | 「天使の眼差し Prologue」                                                                                     | テレビアニメ『私に天使が舞い降りた！』挿入歌                               |
| 4月3日   | 私に天使が舞い降りた！ サウンドコレクション                                                    | 白咲花（指出毬亜）、種村小依（大和田仁美）、小之森夏音（大空直美） | 「私を呼ぶ声」 「決意」                                                                                       | テレビアニメ『私に天使が舞い降りた！』挿入歌                               |
| 4月3日   | 私に天使が舞い降りた！ サウンドコレクション                                                    | 種村小依（大和田仁美）、小之森夏音（大空直美） | 「ようこそ天使の国へ」                                                                                        | テレビアニメ『私に天使が舞い降りた！』挿入歌                               |
| 4月3日   | 私に天使が舞い降りた！ サウンドコレクション                                                    | 白咲花（指出毬亜）、星野ひなた（長江里加）、姫坂乃愛（鬼頭明里）、種村小依（大和田仁美）、小之森夏音（大空直美） | 「天使の眼差し Epilogue」                                                                                     | テレビアニメ『私に天使が舞い降りた！』挿入歌                               |
| 4月17日  | 百華繚乱                                                                                       | 城和泉正宗（大野柚布子）、桑名江（高橋李依）、牛王吉光（千菅春香）、小烏丸（大和田仁美）、七香（白石晴香） | 「久遠に咲く華」                                                                                              | ゲーム『天華百剣 -斬-』関連曲                                              |
| 4月17日  | 百華繚乱                                                                                       | 江雪左文字（佐藤亜美菜）、小烏丸（大和田仁美）、武蔵正宗（金魚わかな） | 「夏色紋様」                                                                                                  | ゲーム『天華百剣 -斬-』関連曲                                              |
| 4月24日  | 私に天使が舞い降りた！ BD・DVD第2巻特典CD                                                      | わたてん☆5 | 「GO!GO!GO!」                                                                                                 | テレビアニメ『私に天使が舞い降りた！』関連曲                               |
| 11月20日 | 紅、華を咲かせて                                                                               | 御華見衆 椿組 | 「紅、華を咲かせて」                                                                                          | テレビアニメ『天華百剣 〜めいじ館へようこそ！〜』主題歌                    |
| 11月20日 | 紅、華を咲かせて                                                                               | 御華見衆 椿組 | 「椿組名物帳」                                                                                                | テレビアニメ『天華百剣 〜めいじ館へようこそ！〜』関連曲                    |
| 11月20日 | 紅、華を咲かせて                                                                               | 小烏丸（大和田仁美） | 「紅、華を咲かせて」                                                                                          | テレビアニメ『天華百剣 〜めいじ館へようこそ！〜』関連曲                    |
| 2020年   |                                                                                                | | |                                                                            |
| 4月29日  | 百華繚乱 弐                                                                                    | 御華見衆 椿組 | 「華よ心々から」                                                                                              | ゲーム『天華百剣 -斬-』関連曲                                              |
| 7月28日  | クラッシュフィーバー ORIGINAL SOUNDTRACK 5                                                     | クーロン（大和田仁美）、ファーレンハイト（山根綺） | 「ドキドキ☆トキメキ！バレンタイン」                                                                           | ゲーム『クラッシュフィーバー』関連曲                                       |
| 9月18日  | 私に天使が舞い降りた！ コミックス第8巻特装版特典CD                                             | わたてん☆5 | 「無限大ハピネス COMICver.」                                                                                  | テレビアニメ『私に天使が舞い降りた！』関連曲                               |
| 11月25日 | デリシャス・スマイル！                                                                         | わたてん☆5 | 「デリシャス・スマイル！」 「無限大ハピネス」 「スイーツスイーツパーティー！」 「スペシャルコーディネート！」 | テレビアニメ『私に天使が舞い降りた！』関連曲                               |
| 11月25日 | デリシャス・スマイル！                                                                         | 種村小依（大和田仁美） | 「My canon」                                                                                                  | テレビアニメ『私に天使が舞い降りた！』関連曲                               |
| 2021年   |                                                                                                | | |                                                                            |
| 6月16日  | うまよん ミニアルバム                                                                          | サイレンススズカ（高野麻里佳）、スマートファルコン（大和田仁美）、ミホノブルボン（長谷川育美）、マルゼンスキー（Lynn）、アイネスフウジン（嶺内ともみ） | 「逃げ切りっ！Fallin' Love」                                                                                  | テレビアニメ『うまよん』主題歌                                             |
| 6月16日  | うまよん ミニアルバム                                                                          | テイエムオペラオー（徳井青空）、フジキセキ（松井恵理子）、マルゼンスキー（Lynn）、スマートファルコン（大和田仁美） | 「嗚呼それが我が宿命」                                                                                        | テレビアニメ『うまよん』挿入歌                                             |
| 7月21日  | 百華繚乱 参                                                                                    | 御華見衆 椿組 | 「結絆華」 | ゲーム『天華百剣 -斬-』関連曲                                              |
| 2022年   |                                                                                                | | |                                                                            |
| 2月9日   | ウマ娘 プリティーダービー WINNING LIVE 03                                                      | アグネスデジタル（鈴木みのり）、シンコウウインディ（高田憂希）、スマートファルコン（大和田仁美）、ハルウララ（首藤志奈） | 「UNLIMITED IMPACT」                                                                                          | ゲーム『ウマ娘 プリティーダービー』関連曲                                  |
| 2月9日   | ウマ娘 プリティーダービー WINNING LIVE 03                                                      | サイレンススズカ（高野麻里佳）、タイキシャトル（大坪由佳）、アグネスデジタル（鈴木みのり）、ミホノブルボン（長谷川育美）、ライスシャワー（石見舞菜香）、アグネスタキオン（上坂すみれ）、シンコウウインディ（高田憂希）、スマートファルコン（大和田仁美）、ハルウララ（首藤志奈）、マチカネフクキタル（新田ひより）、メジロドーベル（久保田ひかり）、キングヘイロー（佐伯伊織） | 「うまぴょい伝説」                                                                                            | ゲーム『ウマ娘 プリティーダービー』関連曲                                  |
| 4月27日  | ウマ娘 プリティーダービー WINNING LIVE 05                                                      | アグネスデジタル（鈴木みのり）、マヤノトップガン（星谷美緒）、スマートファルコン（大和田仁美）、ニシノフラワー（河井晴菜）、ハルウララ（首藤志奈）、マーベラスサンデー（三宅麻理恵）、ナイスネイチャ（前田佳織里）、ツインターボ（花井美春） | 「RUN×RUN!」                                                                                                  | ゲーム『ウマ娘 プリティーダービー』関連曲                                  |
| 4月27日  | ウマ娘 プリティーダービー WINNING LIVE 05                                                      | スペシャルウィーク（和氣あず未）、サイレンススズカ（高野麻里佳）、トウカイテイオー（Machico）、オグリキャップ（高柳知葉）、ゴールドシップ（上田瞳）、メジロマックイーン（大西沙織）、テイエムオペラオー（徳井青空）、ナリタブライアン（衣川里佳）、シンボリルドルフ（田所あずさ）、アグネスデジタル（鈴木みのり）、タマモクロス（大空直美）、マヤノトップガン（星谷美緒）、メジロライアン（土師亜文）、アドマイヤベガ（咲々木瞳）、サクラバクシンオー（三澤紗千香）、スマートファルコン（大和田仁美）、ニシノフラワー（河井晴菜）、ハルウララ（首藤志奈）、マーベラスサンデー（三宅麻理恵）、ミスターシービー（天海由梨奈）、メジロドーベル（久保田ひかり）、ナイスネイチャ（前田佳織里）、マチカネタンホイザ（遠野ひかる）、ツインターボ（花井美春）、サトノダイヤモンド（立花日菜）、キタサンブラック（矢野妃菜喜）、サクラチヨノオー（野口瑠璃子）、メジロアルダン（会沢紗弥）、ヤエノムテキ（日原あゆみ）、ナリタトップロード（中村カンナ） | 「うまぴょい伝説」                                                                                            | ゲーム『ウマ娘 プリティーダービー』関連曲                                  |
| 9月28日  | ウマ娘 プリティーダービー WINNING LIVE 08                                                      | ウオッカ（大橋彩香）、ダイワスカーレット（木村千咲）、マヤノトップガン（星谷美緒）、スマートファルコン（大和田仁美）、ダイタクヘリオス（山根綺）、サクラローレル（真野美月）、ヤマニンゼファー（今泉りおな）、ダイイチルビー（礒部花凜）、アストンマーチャン（井上ほの花）、ケイエスミラクル（佐藤日向）、コパノリッキー（稲垣好）、ホッコータルマエ（菊池紗矢香）、ワンダーアキュート（須藤叶希） | 「Gaze on Me!」                                                                                               | ゲーム『ウマ娘 プリティーダービー』関連曲                                  |
| 9月28日  | ウマ娘 プリティーダービー WINNING LIVE 08                                                      | スマートファルコン（大和田仁美） | 「立ち位置ゼロ番！順位は一番！」                                                                              | ゲーム『ウマ娘 プリティーダービー』関連曲                                  |
| 9月28日  | ウマ娘 プリティーダービー WINNING LIVE 08                                                      | スペシャルウィーク（和氣あず未）、サイレンススズカ（高野麻里佳）、ゴールドシップ（上田瞳）、ウオッカ（大橋彩香）、ダイワスカーレット（木村千咲）、メジロマックイーン（大西沙織）、ナリタブライアン（衣川里佳）、マヤノトップガン（星谷美緒）、ライスシャワー（石見舞菜香）、ウイニングチケット（渡部優衣）、スマートファルコン（大和田仁美）、ダイタクヘリオス（山根綺）、サクラローレル（真野美月）、ヤマニンゼファー（今泉りおな）、ダイイチルビー（礒部花凜）、アストンマーチャン（井上ほの花）、ケイエスミラクル（佐藤日向）、コパノリッキー（稲垣好）、ホッコータルマエ（菊池紗矢香）、ワンダーアキュート（須藤叶希） | 「うまぴょい伝説」                                                                                            | ゲーム『ウマ娘 プリティーダービー』関連曲                                  |
| 10月4日  | ウマ娘 プリティーダービー Solo Vocal Tracks Vol.5 －4th EVENT SPECIAL DREAMERS!! EXTRA STAGE－ | スマートファルコン（大和田仁美） | 「We are DREAMERS!!（Game Size）」                                                                            | ゲーム『ウマ娘 プリティーダービー』関連曲                                  |
| 10月12日 | 私に天使が舞い降りた！ プレシャス・フレンズ サウンド・コレクション                             | わたてん☆5 | 「プレシャス・フレンズ！」                                                                                    | 劇場アニメ『私に天使が舞い降りた! プレシャス・フレンズ』オープニングテーマ |
| 10月12日 | 私に天使が舞い降りた！ プレシャス・フレンズ サウンド・コレクション                             | わたてん☆5 | 「ずっと…ずっと…」                                                                                            | 劇場アニメ『私に天使が舞い降りた! プレシャス・フレンズ』エンディングテーマ |
| 10月12日 | 私に天使が舞い降りた！ プレシャス・フレンズ サウンド・コレクション                             | 種村小依（大和田仁美）、小之森夏音（大空直美） | 「かえりみち」                                                                                                | 劇場アニメ『私に天使が舞い降りた! プレシャス・フレンズ』関連曲             |
| 12月28日 | ウマ娘 プリティーダービー WINNING LIVE 09                                                      | オグリキャップ（高柳知葉）、イナリワン（井上遥乃）、スマートファルコン（大和田仁美）、コパノリッキー（稲垣好）、ホッコータルマエ（菊池紗矢香）、ワンダーアキュート（須藤叶希） | 「KIRARI MAGIC SHOW」                                                                                         | ゲーム『ウマ娘 プリティーダービー』関連曲                                  |
| 12月28日 | ウマ娘 プリティーダービー WINNING LIVE 09                                                      | トウカイテイオー（Machico）、オグリキャップ（高柳知葉）、ウオッカ（大橋彩香）、タイキシャトル（大坪由佳）、エルコンドルパサー（髙橋ミナミ）、テイエムオペラオー（徳井青空）、ナリタブライアン（衣川里佳）、エアグルーヴ（青木瑠璃子）、タマモクロス（大空直美）、ビワハヤヒデ（近藤唯）、マヤノトップガン（星谷美緒）、ミホノブルボン（長谷川育美）、イナリワン（井上遥乃）、スマートファルコン（大和田仁美）、キタサンブラック（矢野妃菜喜）、コパノリッキー（稲垣好）、ホッコータルマエ（菊池紗矢香）、ワンダーアキュート（須藤叶希） | 「うまぴょい伝説」                                                                                            | ゲーム『ウマ娘 プリティーダービー』関連曲                                  |
| 2024年   |                                                                                                | | |                                                                            |
| 1月24日  | ウマ娘 プリティーダービー WINNING LIVE 15                                                      | スペシャルウィーク（和氣あず未）、ライスシャワー（石見舞菜香）、スマートファルコン（大和田仁美）、トーセンジョーダン（鈴木絵理）、ナイスネイチャ（前田佳織里）、キングヘイロー（佐伯伊織）、メジロパーマー（のぐちゆり）、ツルマルツヨシ（青山吉能）、サクラローレル（真野美月）、ヒシミラクル（春日さくら） | 「Comeback Story V」                                                                                          | ゲーム『ウマ娘 プリティーダービー』関連曲                                  |
| 1月24日  | ウマ娘 プリティーダービー WINNING LIVE 15                                                      | スペシャルウィーク（和氣あず未）、ライスシャワー（石見舞菜香）、スマートファルコン（大和田仁美）、ゼンノロブロイ（照井春佳）、トーセンジョーダン（鈴木絵理）、ナイスネイチャ（前田佳織里）、キングヘイロー（佐伯伊織）、メジロパーマー（のぐちゆり）、サトノダイヤモンド（立花日菜）、キタサンブラック（矢野妃菜喜）、ツルマルツヨシ（青山吉能）、サクラローレル（真野美月）、ネオユニヴァース（白石晴香）、ヒシミラクル（春日さくら） | 「うまぴょい伝説」                                                                                            | ゲーム『ウマ娘 プリティーダービー』関連曲                                  |
| 10月16日 | ウマ娘 プリティーダービー WINNING LIVE 22                                                      | スマートファルコン（大和田仁美）、ナカヤマフェスタ（下地紫野）、メジロパーマー（のぐちゆり）、ダイタクヘリオス（山根綺）、トランセンド（塚田悠衣）、ダンツフレーム（福嶋晴菜）、ジャングルポケット（藤本侑里）、コパノリッキー（稲垣好）、ホッコータルマエ（菊池紗矢香）、ワンダーアキュート（須藤叶希）、ラインクラフト（小島菜々恵）、ジェンティルドンナ（芹澤優）、ドリームジャーニー（吉岡茉祐）、カルストンライトオ（望月ゆみこ) | 「UMA Summer」                                                                                                | ゲーム『ウマ娘 プリティーダービー』関連曲                                  |
| 10月16日 | ウマ娘 プリティーダービー WINNING LIVE 22                                                      | スマートファルコン（大和田仁美）、ナカヤマフェスタ（下地紫野）、メジロパーマー（のぐちゆり）、ダイタクヘリオス（山根綺）、トランセンド（塚田悠衣）、ヴィルシーナ（奥野香耶）、ヴィブロス（伊藤彩沙）、ダンツフレーム（福嶋晴菜）、ジャングルポケット（藤本侑里）、コパノリッキー（稲垣好）、ホッコータルマエ（菊池紗矢香）、ワンダーアキュート（須藤叶希）、ラインクラフト（小島菜々恵）、ジェンティルドンナ（芹澤優）、ウインバリアシオン（月城日花）、ドリームジャーニー（吉岡茉祐）、カルストンライトオ（望月ゆみこ) | 「うまぴょい伝説」                                                                                            | ゲーム『ウマ娘 プリティーダービー』関連曲                                  |